# Шабалтаєве
Шабалта́єве — село в Україні, у Грунській сільській громаді Охтирського району Сумської області. Населення становить 321 осіб. Колишній орган місцевого самоврядування— В'язівська сільська рада.

## Географія
Село Шабалтаїве знаходиться на відстані 3,5 км від річки Грунь. На відстані 1 км розташоване село В'язове. До села примикає невеликий лісовий масив. Селом тече Балка Безіменна.

## Історія
12 червня 2020 року, відповідно до розпорядження Кабінету Міністрів України № 723-р «Про визначення адміністративних центрів та затвердження територій територіальних громад Сумської області», село увійшло до складу Грунської сільської громади.
19 липня 2020 року, в результаті адміністративно-територіальної реформи та ліквідації Охтирського району(1923-2020), громада увійшла до складу новоутвореного Охтирського району.

## Населення

### Мова
Розподіл населення за рідною мовою за даними перепису 2001 року:
| Мова       | Кількість | Відсоток |
| ---------- | --------- | -------- |
| українська | 311       | 96.88%   |
| російська  | 10        | 3.12%    |
| Усього     | 321       | 100%     |